# Preston Smith (giocatore di football americano)
Preston Demarquis Smith (17 novembre 1992) è un giocatore di football americano statunitense che milita nel ruolo di outside linebacker per i Pittsburgh Steelers della National Football League (NFL).

## Carriera

### Washington Redskins
Dopo avere giocato al college a football a Mississippi State, Smith fu scelto nel corso del secondo giro (38º assoluto) del Draft NFL 2015 dai Washington Redskins. Debuttò come professionista subentrando nella gara del primo turno contro i Miami Dolphins in cui mise a segno due tackle e il suo primo sack su Ryan Tannehill. Nella decisiva gara della settimana 16 in casa degli Eagles, Smith fece registrare un massimo stagionale di 3 sack su Sam Bradford, contribuendo alla vittoria che diede ai Redskins la prima vittoria del titolo di division dal 2012. Per quella prestazione fu premiato come miglior rookie della settimana. La sua prima stagione si chiuse guidando tutti i rookie della lega con 8 sack.

### Green Bay Packers
Nel 2019 Smith firmò con i Green Bay Packers. Nel terzo turno fu premiato come difensore della NFC della settimana dopo avere messo a segno 3 sack e forzato un fumble nella vittoria sui Denver Broncos. Nel divisional round dei playoff mise a segno 2 sack su Russell Wilson nella vittoria sui Seattle Seahawks.
Nel secondo turno della stagione 2022, Smith mise a referto due sack su Justin Fields dei Chicago Bears nella vittoria per 27-10.

### Pittsburgh Steelers
Il 5 novembre 2024 Smith fu scambiato con i Pittsburgh Steelers.

## Palmarès
- Difensore della NFC della settimana: 1

3ª del 2019
- Rookie della settimana: 1

16ª del 2015